# Pachypeza panamensis
Pachypeza panamensis är en skalbaggsart som beskrevs av Giesbert 1987. Pachypeza panamensis ingår i släktet Pachypeza och familjen långhorningar.
Artens utbredningsområde är Panama. Inga underarter finns listade i Catalogue of Life.